# Fimbristylis monticola
Fimbristylis monticola är en halvgräsart som beskrevs av Ferdinand von Hochstetter och Ernst Gottlieb von Steudel. Fimbristylis monticola ingår i släktet Fimbristylis och familjen halvgräs. Inga underarter finns listade i Catalogue of Life.